# IPhone
| 5C |  | 5S |
| 5C |  | 5S |

iPhone е серия смартфони, произвеждани и продавани от компютърния гигант Apple. Всички поколения от серията използват операционната система iOS. Първият iPhone е представен от Стив Джобс на 9 януари 2007 г. и пуснат в продажба на 29 юни 2007 г. Най-новите модели на телефона са iPhone 15, iPhone 15 Pro, iPhone 15 Pro Max и iPhone 15 Plus,  които са представени на специално събитие на 12 септември 2023 година. Потребителският интерфейс е проектиран и оптимизиран за мултитъч екрана на устройството, като включва и виртуална клавиатура. iPhone поддържа Wi-Fi мрежа и може да се свързва с клетъчни мрежи. iPhone може да прави обаждания, да прави снимки, да възпроизвежда музика, да изпраща и получава имейли, да сърфира в интернет, да изпраща и получава текстови съобщения, да записва бележки, да прави математически изчисления и да получава визуална гласова поща. Заснемането на видео също се превърна в стандартна функция с iPhone 3GS. Друга функционалност, като видео игри и социални мрежи може да бъде активирани чрез изтегляне на мобилни приложения. Към януари 2017 г. App Store на Apple съдържа повече от 2,2 милиона приложения, налични за iPhone.
Има 20 модела на iPhone, всеки придружаван с една от тринадесетте големи версии на операционната система iOS (бивша iPhone OS). Оригиналният iPhone установява стандарт по отношение на размера на екрана и разположение на основния бутон, които се запазват при следващите модели. В iPhone 3G е добавена връзка с 3G-мрежа и A-GPS.
iPhone се появява първо на пазара в САЩ през 2007 г., а няколко седмици по-късно е официалното му внасяне в Европа. Първите европейски страни, в чиито магазини се продава iPhone, са Великобритания, Германия и Франция.

## Хардуер

### Екран
iPhone има сензорен екран, който разпознава само докосване с пръсти или специални „писалки“. Екранът реагира на три датчика. Датчик за разстояние изключва екрана, когато телефонът се доближи до ухото. Това се прави, за да се пести енергията, използвана от батерията. Датчик за осветеност регулира яркостта на екрана. Вграден акселерометър следи ориентацията на телефона и променя екрана между режимите „портрет“ и „пейзаж“.
Софтуерната актуализация от януари 2008 г. дава възможност на първото поколение iPhone да определя местоположението си чрез трилатерация на сигналите от мобилните и Wi-Fi мрежи, въпреки че в телефона липсва GPS-модул. iPhone 3G и iPhone 3GS имат A-GPS, а в iPhone 3GS има и вграден цифров компас (магнитометър).
iPhone има пет физически бутона: бутонът „меню“ е на лицевата страна, непосредствено под дисплея; на горната страна е бутонът за събуждане/приспиване на устройството, а от лявата страна са двата бутона за увеличаване/намаляване на звука и бутонът за изключване на звука. Бутоните първоначално са изработени от пластмаса, а в по-следващите модели са от метал.

### Аудио
Един високоговорител е разположен точно над екрана като телефонна слушалка, а друг – отляво на долната страна на телефона. Вдясно в долната част на апарата е разположен микрофонът. И двата високоговорителя се използват при разговор от разстояние и при възпроизвеждане на медийни файлове.
Вляво на горната страна на телефона е разположен вход за слушалки. Входът на оригиналния iPhone е вдълбан в обвивката на телефона и затова е несъвместим с повечето слушалки без специално приспособление. В следващите модели този проблем е отстранен.
Вграденият Bluetooth поддържа връзка с безжични слушалки. Във версия 3.0 е добавена и безжична връзка с аудио системи. Въпреки че съществуват различни решения на други фирми, телефонът официално не поддържа протокола за пренос на данни между мобилни устройства. Това не позволява на потребителите да разменят по Bluetooth мултимедийни файлове (снимки, музика и видео) с мобилни телефони на друг производител.

### Памет
Телефонът първоначално разполага с вградената памет от 4 GB или 8 GB. На 5 септември 2007 г. Apple спира производството на iPhone с 4 GB памет и на 5 февруари 2008 г. започва да предлага модел с 16 GB памет. iPhone 3G се предлага с 8 GB и 16 GB. iPhone 3GS и iPhone 4 имат варианти с 16 GB и 32 GB. Информацията се съхранява на вградена флашкарта. iPhone не поддържа разширяване на паметта с външна флашкарта. iPhone 3GS е първият, който се предлага в два цвята – черен и бял.
SIM картата на iPhone – от оригиналния до iPhone 3GS, се поставя в специална рамка, която се вмъква в горната част на устройството. От iPhone 4 картата е микро SIM, разположена в страничната част на тялото на устройството. Картите микро/SIM могат да бъдат извадени от апарата с помощта на специален инструмент, включен в опаковката на устройството.

### Датчици за влага
Като повечето модерни електронни устройства, и iPhone има датчици за влага, които отчитат дали в устройството е навлязло вода. Датчиците в iPhone се намират при входа за слушалките и в областта около основното гнездо за свързаност. При повечето мобилни телефони на други производители датчиците за влага се намират на защитено място, докато тези при iPhone са в непосредствен досег с околната среда. Това поражда критика относно разположението на датчиците, които могат да се задействат от влага в банята, например.

### Включени продукти
В комплекта на всички модели iPhone има USB кабел, зарядно устройство и стерео слушалки. В комплекта на оригиналния iPhone има също почистваща кърпичка и пластмасова поставка за телефона, в която той се поставя изправен, докато се зарежда и синхронизира. В комплектите от iPhone 3G нататък има инструмент, подобен на кламер, за изваждане на поставката на SIM картата от апарата. В комплектите от iPhone 3GS нататък има подобрени слушалки (с бутон за настройка силата на звука).

## Софтуер
iPhone (също iPod Touch и iPad) работи с операционната система iOS (бивша iPhone OS), която е основана на същото ядро, както Mac OS X. Софтуерните приложения за Mac OS X и iOS не са съвместими помежду си.
iPhone може да се управлява от компютърната програма iTunes. През нея Apple осигурява безплатни актуализации на iOS. С въвеждането на iOS 5 необходимостта за връзка на телефона с компютър при актуализацията на софтуера отпада и устройствата се актуализират през WiFi.

## Модели
| Модел | Излизане                         | Излизане                         | Спрян от продажба | Поддръжка                                               | Поддръжка              | Поддръжка                    | Поддръжка                    | Начална цена (USD)                                                      |
| Модел | Версия на ОС                     | Дата                             | Спрян от продажба | Дата на приключване на поддръжката                      | Последна версия на ОС  | Жизнен цикъл                 | Жизнен цикъл                 | Начална цена (USD)                                                      |
| Модел | Версия на ОС                     | Дата                             | Спрян от продажба | Дата на приключване на поддръжката                      | Последна версия на ОС  | макс                         | мин                          | Начална цена (USD)                                                      |
| --- | -------------------------------- | -------------------------------- | ----------------- | ------------------------------------------------------- | ---------------------- | ---------------------------- | ---------------------------- | ----------------------------------------------------------------------- |
| iPhone 2G | iPhone OS 1.0                    | 29 юни 2007                      | 9 юни 2008        | 20 юни 2010                                             | iPhone OS 3.1.3        | 2 години, 11 месеца и 22 дни | 2 години и 11 дни            | $499/$599*                                                              |
| iPhone 3G | iPhone OS 2.0                    | 11 юли 2008                      | 9 август 2010     | 3 март 2011                                             | iOS 4.2.1              | 2 години, 7 месеца и 20 дни  | 6 месеца и 22 дни            | $199/$299* $499                                                         |
| iPhone 3GS | iPhone OS 3.0                    | 10 юни 2009                      | 12 септември 2012 | 18 септември 2013                                       | iOS 6.1.6              | 4 години, 2 месеца и 30 дни  | 1 година и 6 дни             | $199/$299* $599/$699                                                    |
| iPhone 4 | iOS 4.0                          | 21 юни 2010                      | 10 септември 2013 | 17 септември 2014                                       | iOS 7.1.2              | 4 години, 2 месеца и 27 дни  | 1 година и 7 дни             | $199/$299* $649/$749                                                    |
| iPhone 4S | iOS 5.0                          | 14 октомври 2011                 | 9 септември 2014  | 12 септември 2016 (ъпдейт извън поддръжка: 22 юли 2019) | iOS 9.3.5 (9.3.6)      | 4 години, 10 месеца и 29 дни | 2 години и 3 дни             | $199/$299/$399* $649/$749/$849                                          |
| iPhone 5 | iOS 6.0                          | 21 септември 2012                | 10 септември 2013 | 18 септември 2017 (ъпдейт извън поддръжка 22 юли 2019)  | iOS 10.3.3 (10.3.4)    | 4 години, 11 месеца и 28 дни | 4 години и 8 дни             | $199/$299/$399* $649/$749/$849                                          |
| iPhone 5C | iOS 7.0                          | 20 септември 2013                | 9 септември 2015  | 18 септември 2017                                       | iOS 10.3.3             | 3 години, 11 месеца и 29 дни | 2 години и 9 дни             | $99/$199* $549/$649                                                     |
| iPhone 5S | iOS 7.0                          | 20 септември 2013                | 21 март 2016      | 18 септември 2019 (ъпдейт извън поддръжка: 20 май 2020) | iOS 12.4.1 (12.4.7)    | 5 години, 11 месеца и 29 дни | 3 години, 5 месеца и 28 дни  | $199/$299/$399* $649/$749/$849                                          |
| iPhone 6 / 6 Plus | iOS 8.0                          | 19 септември 2014                | 7 септември 2016  | 18 септември 2019 (ъпдейт извън поддръжка 20 май 2020)  | iOS 12.4.1 (12.4.7)    | 4 години, 11 месеца и 30 дни | 3 години и 11 дни            | $199/$299/$399* $649/$749/$849 Plus:$299/$399/$499* Plus:$749/$849/$949 |
| iPhone 6S / 6S Plus | iOS 9.0.1                        | 25 септември 2015                | 12 септември 2018 | (в поддръжка)                                           | последна версия на iOS | >9 години, 7 месеца и 8 дни  | >6 години, 7 месеца и 21 дни | $199/$299/$399* $649/$749/$849 Plus:$299/$399/$499* Plus:$749/$849/$949 |
| iPhone SE (1-во поколение) | iOS 9.3                          | 31 март 2016                     | 12 септември 2018 | (в поддръжка)                                           | последна версия на iOS | >9 години, 1 месец и 2 дни   | >6 години, 7 месеца и 21 дни | $399/$499*                                                              |
| iPhone 7 / 7 Plus | iOS 10.0.1                       | 16 септември 2016                | 10 септември 2019 | (в поддръжка)                                           | последна версия на iOS | >8 години, 7 месеца и 17 дни | >5 години, 7 месеца и 23 дни | $199/$299/$399* $649/$749/$849 Plus:$319/$419/$519* Plus:$769/$869/$969 |
| iPhone 8 / 8 Plus | iOS 11.0                         | 22 септември 2017                | 15 април 2020     | (в поддръжка)                                           | последна версия на iOS | >7 години, 7 месеца и 11 дни | >5 години и 18 дни           | $699/$849 Plus:$799/$949                                                |
| iPhone X | iOS 11.0.1                       | 3 ноември 2017                   | 12 септември 2018 | (в поддръжка)                                           | последна версия на iOS | >7 години и 6 месеца         | >6 години, 7 месеца и 21 дни | $549/$699* $999/$1149                                                   |
| iPhone XS / XS Max | iOS 12.0                         | 21 септември 2018                | 10 септември 2019 | (в поддръжка)                                           | последна версия на iOS | >6 години, 7 месеца и 21 дни | >5 години, 7 месеца и 23 дни | $999/$1149/$1349 Max:$1099/$1249/$1449                                  |
| iPhone XR | iOS 12.0                         | 26 октомври 2018                 | (в продажба)      | (в поддръжка)                                           | последна версия на iOS | >6 години, 6 месеца и 7 дни  |                              | $749/$799/$899                                                          |
| iPhone 11 | iOS 13.0                         | 20 септември 2019                | (в продажба)      | (в поддръжка)                                           | последна версия на iOS | >5 години, 7 месеца и 13 дни |                              | $699/$749/$849                                                          |
| iPhone 11 Pro / 11 Pro Max | iOS 13.0                         | 20 септември 2019                | (в продажба)      | (в поддръжка)                                           | последна версия на iOS | >5 години, 7 месеца и 13 дни |                              | $999/$1149/$1349 Max:$1099/$1249/$1449                                  |
| iPhone SE (2-ро поколение) | iOS 13.4                         | 24 април 2020                    | (в продажба)      | (в поддръжка)                                           | последна версия на iOS | >5 години и 9 дни            |                              | $399/$449/$549                                                          |
| \| Легенда: \| Изтеглен от пазара и неподдържан \| Изтеглен от пазара, но поддържан \| В продажба \| *с двугодишен договор \| |                                  |                                  |                   |                                                         |                        |                              |                              |                                                                         |
| Легенда: | Изтеглен от пазара и неподдържан | Изтеглен от пазара, но поддържан | В продажба        | *с двугодишен договор                                   |                        |                              |                              |                                                                         |

### iPhone 2G
Първото устройство от серията. Той има сензорен екран, поддръжка на мобилни мрежи, мобилна операционна система и камера.

### iPhone 3G
Добавя 3G и GPS поддръжка. App Store и система за навигация дебютират с телефона.

### iPhone 3GS
Нововъведенията включват нов 3 мегапикселов сензор за камерата, подобрение в производителността, както и система за гласов контрол.

### iPhone 4
Въвежда нов хардуерен дизайн, състоящ се от рамка от неръждаема стомана, която функционира и като антена, като вътрешните компоненти са разположени между два панела от алумосиликатно стъкло. iPhone 4 също представя и новия Retina Display на Apple с висока разделителна способност (с плътност на пикселите от 326 пиксела на инч). С iPhone 4 e въведена и функцията FaceTime. Благодарение на Apple A4 процесора, iPhone 4 поддържа и многозадачност. Това е първият смартфон на Apple с предна камера.

### iPhone 4S
Въвежда гласовият асистент Siri. Основната камера е заменена с 8 мегапикселова, която поддържа заснемане на видео с резолюция от 1080p. Телефонът излиза с iOS 5, който добавя iMessages, iCloud и център за известия.

### iPhone 5
Телефонът е по-тънък и лек, като стъкленият гръб е заменен с алуминиев. Дисплеят е с променено съотношение на страните. Добавена е 4G поддръжка, както и Lightning порт за зареждане и пренос на данни.

### iPhone 5S
Телефонът включва нов бутон за начало, който включва и скенер за пръстови отпечатъци. Първият смартфон с 64-битов процесор. Камерата е подобрена и е добавена светкавица с два тона. Слушалките EarPods са представени с модела.

### iPhone 5C
Излиза заедно с iPhone 5S и е хардуерно идентичен с iPhone 5. Корпусът е от пластмаса. Предлага много цветови опции.

### iPhone 6 и iPhone 6 Plus
Размерът на екрана е увеличен на 4.7 инча за iPhone 6 и 5.5 инча за iPhone 6 Plus. Добавена е NFC поддръжка за разплащане.

### iPhone 6S и iPhone 6S Plus
Здравината на корпуса е подсилена спрямо iPhone 6. Добавена е нова 12 мегапикселова камера, която добавя възможност за заснемане на 4K видео с 30 кадъра в секунда. Добавена е функционалността за извикване на Siri с фразата Hey Siri, както и чувствителен на натиск екран (3D Touch).

### iPhone SE (1-во поколение)
Опит за създаване на бюджетен и компактен телефон, включващ дизайна и размерите на iPhone 5S и процесора и камерата на iPhone 6S.

### iPhone 7 и iPhone 7 Plus
Телефонът използва 4-ядрен процесор. Добавена е двойна камера за далечни снимки с оптично приближаване, оптична стабилизация както и водоустойчивост. Жакът за слушалки е премахнат с цел спестяване на място за по-важни компоненти. Заедно с телефоните са представени и безжичните слушалки AirPods.

### iPhone X
Телефонът е с изцяло нов дизайн, като екранът е OLED и се простира от край до край, с изключение на прорез за предната камера и сензорите. Добавена е поддръжка за безжично зареждане. Сензорът за пръстови отпечатъци Touch ID е заменен със системата за лицево разпознаване Face ID. Бутонът за начало е премахнат и навигацията в интерфейса става с жестове.

### iPhone 8 и iPhone 8 Plus
Използва дизайна на iPhone 7, като вътрешните компоненти са сходни с тези на iPhone X. Поддържа безжично зареждане.

### iPhone XS и iPhone XS Max
Имат подобрен процесор и по-бързо лицево разпознаване спрямо iPhone X, както и подобрена водоустойчивост.

### iPhone XR
По-бюджетен вариант на iPhone XS. Дисплеят е IPS, за разлика от OLED дисплеите на iPhone XS и XS Max. Има само една камера.

### iPhone 11
Подобрен вариант на iPhone XR с две камери. Поддържа бързо зареждане.

### iPhone 11 Pro и iPhone 11 Pro Max
Първият смартфон на Apple с три камери. Поддържа бързо зареждане

### iPhone SE (2-ро поколение)
Телефон с хардуера на iPhone 11 и дизайнът и дисплеят на iPhone 8.